# Kunai (computerspel)
Kunai (gestileerd als KUNAI) is een 2D actie-avontuurspel in het Metroidvania-genre. Het spel is ontwikkeld door de Nederlandse computerspelontwikkelaar TurtleBlaze en werd op 5 februari 2020 uitgegeven door The Arcade Crew voor de pc en Nintendo Switch.

## Spel
Het spel combineert platformactie met gevechten. De speler bestuurt Tabby, een tablet-robot die de ziel van een oude krijger bezit en vecht tegen een robot-opstand in een wereld waar de mensheid vrijwel is uitgeroeid. Tabby gebruikt kunai, die dienst doen als enterhaken, om door levels te slingeren en vijanden te verslaan. Naast de kunai beschikt Tabby over een katana voor snelle gevechten en pistolen waarvan de terugslag hem tijdelijk door de lucht stuwt voor extra mobiliteit.

### Visuele stijl
Het spel heeft een beperkt kleurenpalet met gedempte blauwen en groenen die contrasteren met rode accenten, geïnspireerd door spellen die voor de Game Boy ontwikkeld werden. De rode kleur wordt gebruikt om vijanden, belangrijke punten en de effecten van Tabby's katana-aanvallen te benadrukken. De levels in Kunai hebben elk hun eigen kleurenpalet, wat zorgt voor visuele variatie tussen de verschillende gebieden.

## Spelontwikkeling
Kunai is ontwikkeld door de Nederlandse studio TurtleBlaze, bestaande uit een programmeur, een vormgever en een producer. De studio, gevestigd in Den Haag, bracht eerder de mobiele game Road Warriors uit. Oorspronkelijk was Kunai ook bedoeld als een mobiele game, maar TurtleBlaze besloot om het te ontwikkelen voor pc en Nintendo Switch om een "premium game"-ervaring te creëren. Voor Kunai werkte TurtleBlaze samen met de Franse uitgever The Arcade Crew. De samenwerking gaf ondersteuning op het gebied van kwaliteitscontrole, pers, evenementen en contractonderhandelingen.

## Uitgave
Het spel werd op 5 februari 2020 voor de pc uitgegeven via Steam en GOG.com en voor de Nintendo Switch via de Nintendo eShop. Het spel kreeg in juli 2020 een gelimiteerde fysieke editie voor de Nintendo Switch dat door Limited Run Games verkocht werd.

## Ontvangst
Kunai werd over het algemeen goed ontvangen door critici, die het spel prezen om zijn snelle en vloeiende gameplay, unieke spelmechanieken en retro-stijl. Sommige critici vonden de game echter te kort en misten originaliteit in het levelontwerp vergeleken met andere Metroidvania-titels.
Het spel werd genomineerd voor "Best Art" bij de Dutch Game Awards van 2021.

### Recensiebom
Kunai werd het slachtoffer van recensiebommen op Metacritic, waarbij één enkele gebruiker meerdere nepaccounts creëerde om de gebruikersbeoordeling te manipuleren. De gebruiker in kwestie gaf toe dat hij Kunai willekeurig koos en het deed vanuit een reden die niks met het spel te maken had, namelijk het ontbreken van een specifiek personage in Pokémon de Serie: Zon & Maan.
Dit incident toonde aan hoe kwetsbaar Metacritic is voor manipulatie. In tegenstelling tot platforms zoals Steam, hoeven gebruikers op Metacritic geen bewijs te leveren dat ze de game daadwerkelijk bezitten voordat ze een beoordeling kunnen plaatsen. Hoewel Metacritic uiteindelijk veel van de valse recensies verwijderde na contact met de ontwikkelaars, zorgde de recensiebom toch voor stress en frustratie bij het team.